# Castello di Montsoreau-Museo di arte contemporanea
Il Castello Montsoreau-Museo di Arte Contemporanea (in francese Château de Montsoreau-Musée d'Art Contemporain) si trova nella valle della Loira. È un museo privato di arte contemporanea aperto al pubblico. Il progetto è iniziato nel mese di novembre 2014 e il museo è stato aperto l'8 aprile 2016. La collezione permanente del museo, raccolta nel corso degli ultimi 25 anni da Philippe Méaille, ha per vocazione di essere mostrata nel castello di Montsoreau-Museo di arte contemporanea, ma anche di essere prestata ad altre istituzioni. Con circa 1 000 opere, la collezione Philippe Méaille è la più importante collezione al mondo di opere degli artisti radicali Art & Language, che hanno svolto un ruolo importante nell'invenzione dell'arte concettuale. La collezione Philippe Méaille è stata prestata al MACBA (Museo d'arte contemporanea di Barcellona) tra il 2010 e il 2017, ciò che ha portato le due istituzioni a collaborare regolarmente. Il castello Montsoreau è stato classificato come monumento nazionale dal Ministero dei Beni culturali francese nel 1862. Il Castello di Montsoreau fa parte della Valle della Loira, patrimonio mondiale dell'UNESCO dal 2000.

## Storia
Per più di mille anni, il Castello di Montsoreau è stato la porta d'ingresso dell'Angiò. Ora è l'unico castello della Loira ad essere un museo di arte contemporanea. E il primo edificio rinascimentale in Francia, costruito da Giovanni II di Chambes, uno degli ambasciatori di Carlo VII, re di Francia. Con Jacques Cœur, Giovanni II di Chambes ha contruibuito ad instaurare il Rinascimento in Francia. Ha costruito il Castello di Montsoreau tra il 1443 e il 1453, sulla rocca di Montsoreau, nel letto della Loira, con un accesso diretto all'acqua, all'immagine dei palazzi veneziani costruiti durante lo stesso periodo. Il primo prestito a lungo termine della collezione Philippe Méaille al MACBA ha dato luogo ad una mostra retrospettiva nel mese di ottobre 2014: Art & Language incompleto: la collezione Philippe Méaille. Un catalogo è stato realizzato in stretta collaborazione con gli artisti di Art & Language (Michael Baldwin e Mel Ramsden), e gli accademici come Carles Guerra (direttore della Fondazione Antoni Tàpies) e Matthew Jesse Jackson (professore presso il Dipartimento di Arti Visive e Storia dell'Arte dell'Università di Chicago).

### Polemica
Philippe Méaille, impiantato da 15 anni in Angiò, ha lavorato in collaborazione con Christian Gillet, presidente del dipartimento di Maine-et-Loire, per studiare la possibilità di creare un museo di arte contemporanea e installare la sua collezione nel Castello di Montsoreau. Dopo sei mesi durante i quali il dipartimento di Maine-et-Loire studiava anche soluzioni alternative, fughe di informazioni nella stampa suscitarono polemiche. Frédéric Béatse, allora capolista di sinistra alle elezioni regionali, si rammaricò del fatto che la destra del dipartimento di Maine-e-Loira stava "vendendo i gioielli di famiglia", e che "era tanto più sorprendente quanto Jacques Auxiette (allora presidente della Regione dei Paesi della Loira) aveva proposto al Consiglio Dipartimentale di Maine-et-Loire un'associazione tra l'Abbazia di Fontevraud e Montsoreau per rendere la zona di Saumur più attraente". Entrambi Gérard Persin, sindaco di Montsoreau e Christian Gillet, reagirono subito a queste dichiarazioni nel corso di una conferenza stampa. Gérard Persin dichiarò : "Siamo orgogliosi di essere stati scelti per ospitare un centro d'arte contemporanea di livello internazionale". Nel frattempo, Christian Gillet sottolineò l'ambizione del progetto di Méaille e l'opportunità che rappresentava per lo sviluppo internazionale della regione: "Consideriamo una sfida interessante l'idea di Philippe Meaille, esperto e amante del sito, di installare un centro di arte contemporanea per presentare la sua collezione di fama mondiale" e Méaille di chiarire le sue intenzioni: «Questa collaborazione pubblico-privato ci è sembrata una soluzione innovativa che sarà integrata nel territorio di Saumur e la sua periferia, anche con l'Abbazia di Fontevraud molto vicina». Christian Gillet, presidente del dipartimento di Maine-e-Loira prese la sua decisione venerdì 19 giugno 2015 e consegnò le chiavi del Castello di Montsoreau a Philippe Meaille secondo un contratto di locazione di 25 anni. Allo stesso tempo, decise di fare dell'arte contemporanea una priorità culturale e turistica per lo sviluppo del Maine-e-Loira.

## Il rinnovamento
Il Castello di Montsoreau è un edificio classificato come monumento storico nel 1862 e fa parte della Valle della Loira, patrimonio mondiale dell'UNESCO. I lavori di restauro sono stati eseguiti sotto il controllo della Soprintendenza dei Beni Culturali. Grazie agli ultimi rinnovamenti, il monumento storico è oggi conforme agli standard contemporanei ed è anche ecologico. Include un ascensore ed è quasi totalmente accessibile per le persone con disabilità. L'elettricità, le apparecchiature di emergenza e il sistema di securità incendio sono stati aggiornati secondo le norme contemporanee. L'illuminazione beneficia degli ultimi sviluppi tecnici e dispone di LED (diodo ad emissione luminosa) in tutti i suoi spazi di ricezione e di esposizione. I muri, estremamente degradati, sono stati rinnovati con un bianco di calce tradizionale. Questo bianco di calce, presente nei castelli della Valle della Loira, ha il potere di installare un'umidità relativa costante. Nell'agosto 2016 è stata inaugurata una biblioteca sulla storia dell'arte, la creazione contemporanea e le Belle Arti. Nel maggio 2017, il Castello di Montsoreau-Museo di arte contemporanea ha riaperto il porto storico dopo parecchi mesi di lavoro, permettendo ai visitatori di arrivare al museo direttamente in barca. Durante i lavori di restauro del castello, i muratori hanno riscoperto un camino risalente al circa 1450. Questo camino è attualmente oggetto di studio. Grazie a questi lavori di restauro il Castello di Montsoreau-Museo d'Arte contemporanea dispone attualmente di 2 000 metri quadrati di spazio espositivo.

### Spazi e stanze
Il Castello di Montsoreau-Museo di Arte Contemporanea aprì l'8 aprile 2016 dopo otto mesi di lavori di restauro. La città di Montsoreau divenne una delle più piccole unità urbane in Francia con un museo privato di arte contemporanea. La storia della Valle della Loira, la riqualificazione del castello e la presenza della collezione Philippe Méaille sono stati un caso di studio per i 58 studenti della Scuola Camondo durante l'anno accademico 2015-2016.

### Identità
In parallelo alla fase di lavori, si lavorava alla costruzione di una nuova identità nell'obiettivo di materializzare il passaggio da sito storico a sito culturale interamente dedicato all'arte contemporanea. Questa nuova identità visiva ha dato luo alla creazione di un logo. Questa fase è stata effettuata con la partecipazione degli studenti della Scuola di Design e Belle Arti TALM in modo da "ripensare un sito culturale come uno spazio per la vita e l'interazione sociale". Questo cambiamento dell'identità del castello insieme a una visione urbana del progetto ha avuto un forte impatto sulla presenza del Castello di Montsoreau-Museo de Arte Contemporaneo nella città di Montsoreau. In primo luogo, durante la Biennale della Valle della Loira, l'accesso ai giardini del castello è stato ridisegnato per diventare un giardino selvaggio in omaggio alla botanica Miriam Rothschild. I giardini sono stati pensati come uno spazio in accesso libero, integrato nel percorso urbano. Poi, il Castello di Montsoreau-Museo di Arte contemporanea ha riaperto il porto storico situato a piè del castello in modo da proporre crociere tra Saumur e Montsoreau. Motivato da preoccupazioni ecologiche, questa novità ha permesso di evidenziare il turismo fluviale sulla Loira come un collegamento evidente tra le diverse città della provincia di Saumur. Questo porto è anche un mezzo di comunicazione per il Château de Montsoreau-Museo di Arte Contemporanea. Nel 2017, il Castello di Montsoreau-Museo di arte contemporanea presta delle opere di Art & Language al Centro di Arte Contemporanea Olivier Debré di Tours nell'occasione della mostra Ten Posters. Illustrations for Art-Language. Questa collaborazione si accompagna della creazione di un cortometraggio,  Loire , nello stile di Missione Impossibile.

## Architettura
La piccola città di Montsoreau ha preso il nome da un promontorio roccioso (Monte Soreau) situato sul letto del fiume Loira e circondato dall'acqua. Ci sono stati tre edifici principali su questo promontorio, un tempio gallo-romano o un edificio amministrativo, un castello fortificato e un palazzo rinascimentale. Una presenza gallo-romana è stata verificata per il sito di Montsoreau ma non è stata confermata per il castello, anche se una colonna scanalata in pietra di un tempio gallo-romano o un edificio pubblico è stata trovata nel fossato durante i lavori di restauro della fine del XX secolo. Le prime fonti scritte risalgono al VI secolo con il dominio di Restis, ma solo con la costruzione di una fortezza alla fine del X secolo la città commerciale iniziò a prosperare. Una parte di questo primo castello fu trovata durante i lavori di restauro condotti dagli archeologi. Il castello fu ricostruito in stile rinascimentale tra il 1450 e il 1460 da Giovanni II di Chambes, uno degli uomini più ricchi del reame, consigliere e ciambellano del re Carlo VII e del re Luigi XI. Montsoreau è una delle poche città in Francia che ha vissuto il Rinascimento fin dal 1450 attraverso l'architettura con la costruzione del suo castello in un primo momento e poi di edifici civili. Questi edifici sono ancora visibili in città. A metà del XV secolo, quando i re di Francia stabilirono il loro potere a Chinon e poi a Langeais e Tours, la Valle della Loira divenne il cuore dei Castelli della Valle della Loira.

## Collezione
La collezione Philippe Méaille, che costituisce la collezione del museo di arte contemporanea, è installata nei primi due piani del museo. Si compone esclusivamente di opere del gruppo artistico Art & Language. In un'intervista con Dora Imhof, Philippe Méaille ha dichiarato: "La nostra collezione si concentra sulle opere degli artisti pionieristici Art & Language, che hanno inventato l'arte concettuale negli anni 60. Mettendo in discussione la pratica artistica del modernismo, hanno cercato di reintegrare lo spettatore nella creazione del progetto artistico. Il loro lavoro è stato molto influente, e la maggior parte dei critici ha dato inizio a quella che oggi è chiamata "arte contemporanea" in quel momento. La collezione Philippe Méaille presenta una grande molteplicità di opere: (dipinti, sculture, disegni, manoscritti, dattiloscritti, installazioni e video) tanto che Carles Guerra dirà: "che in più di essere affettata dall'attitudine degli artisti, lo è di più dalla prospettiva archeologica con la quale è stata riunita." 800 opere della collezione Philippe Méaille sono state prestate a lungo termine a MACBA tra il 2010 e il 2017. Nel 2014, il MACBA dedica una grande mostra retrospettiva a Art & Language, a cura di Carles Guerra: Art & Language Incompleto: La collezione Philippe Méaille. Un accordo con la Tate Modern di Londra consente la proiezione all'interno del Castello Montsoreau-Museo di Arte Contemporanea di un film coprodotto dalla Tate Modern e dalla Fondazione Bloomberg. Fondato nel 1968, Art & Language, che prende il nome dal giornale omonimo Art-Language, è composto da artisti britannici, americani e australiani. Il loro punto di vista corrosivo sullo statuto dell'artista, l'opera d'arte o l'istituzione gli ha presto fatto apparire tra le figure più radicali nella storia dell'arte della seconda metà del ventesimo secolo. Questo gruppo, all'origine di quello che ora è chiamato l'arte concettuale, è ancora attivo ed è attualmente rappresentato da Michael Baldwin e Mel Ramsden con la partecipazione occasionale Mayo Thompson.

### Galleria d'immagini

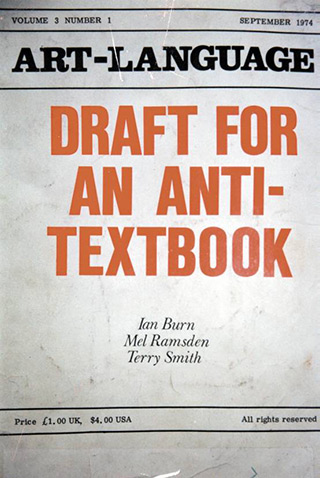
Art & Language: Art & Language: Art-Language, Vol.3 Nr.1, 1974.
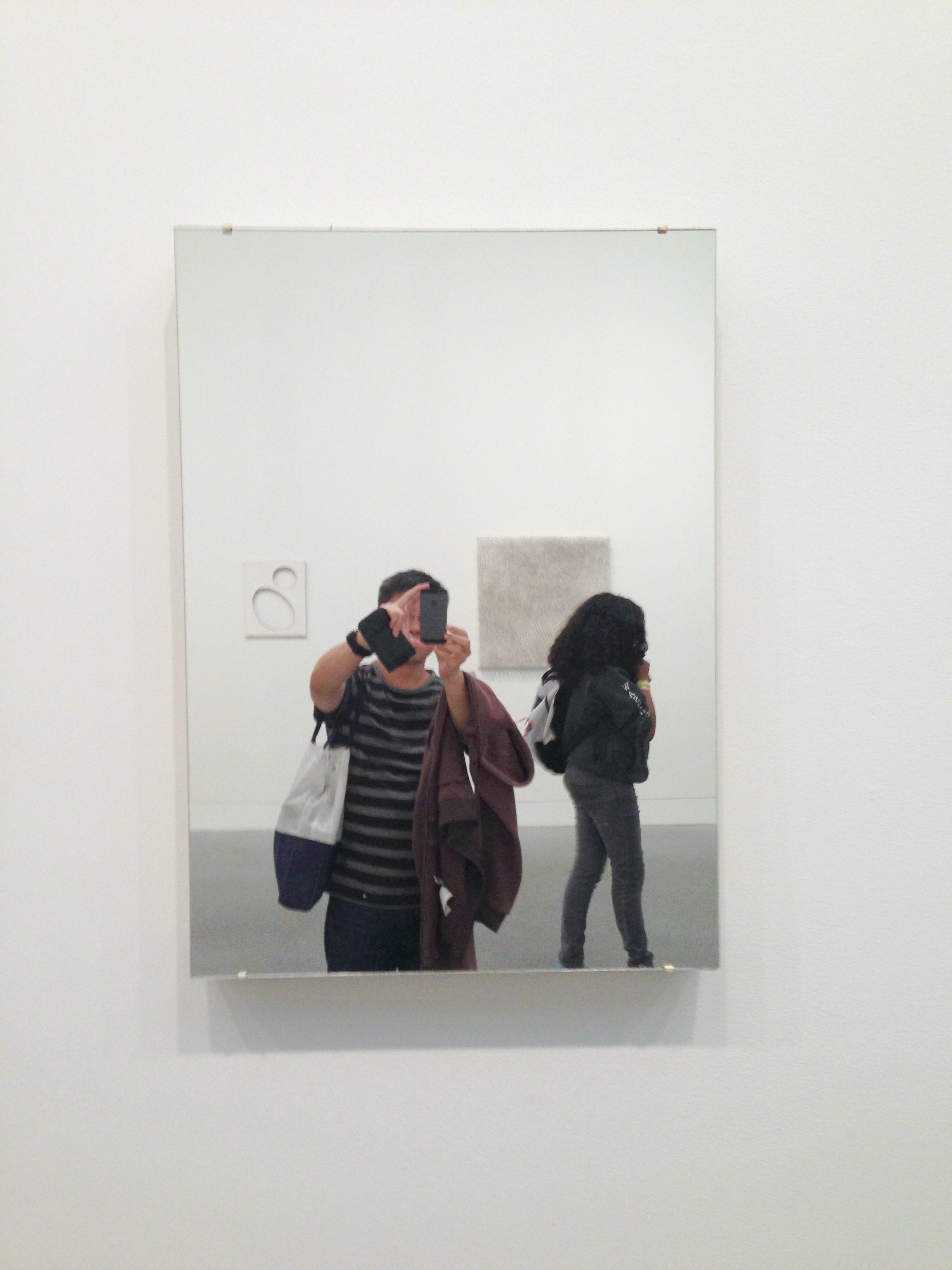
Art & Language: Mirror Piece, 1965.
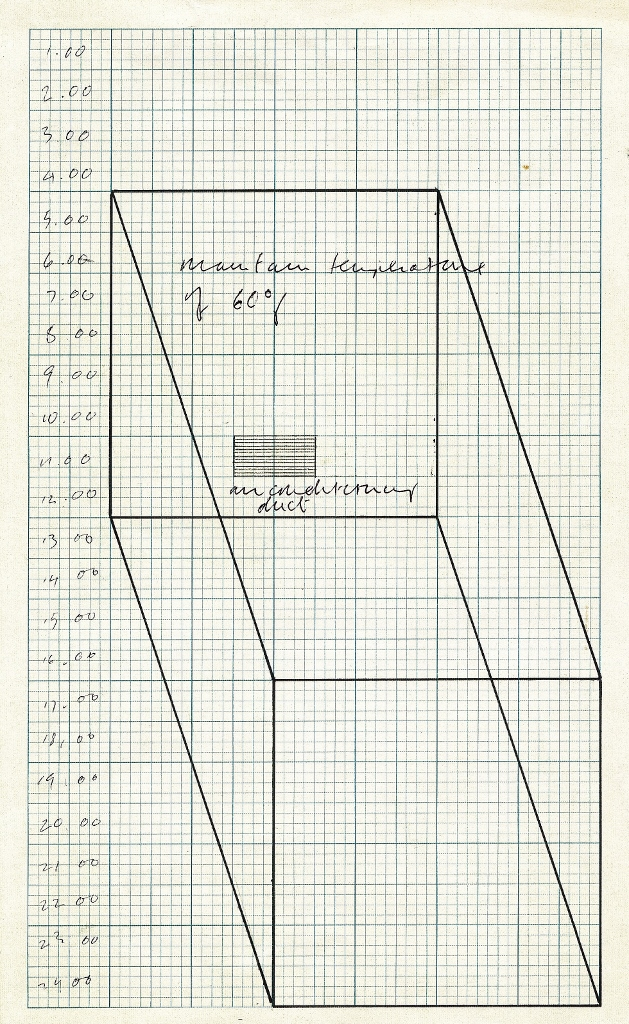
Art & Language (Michael Baldwin): Air-Conditioning Show, 1966-67.
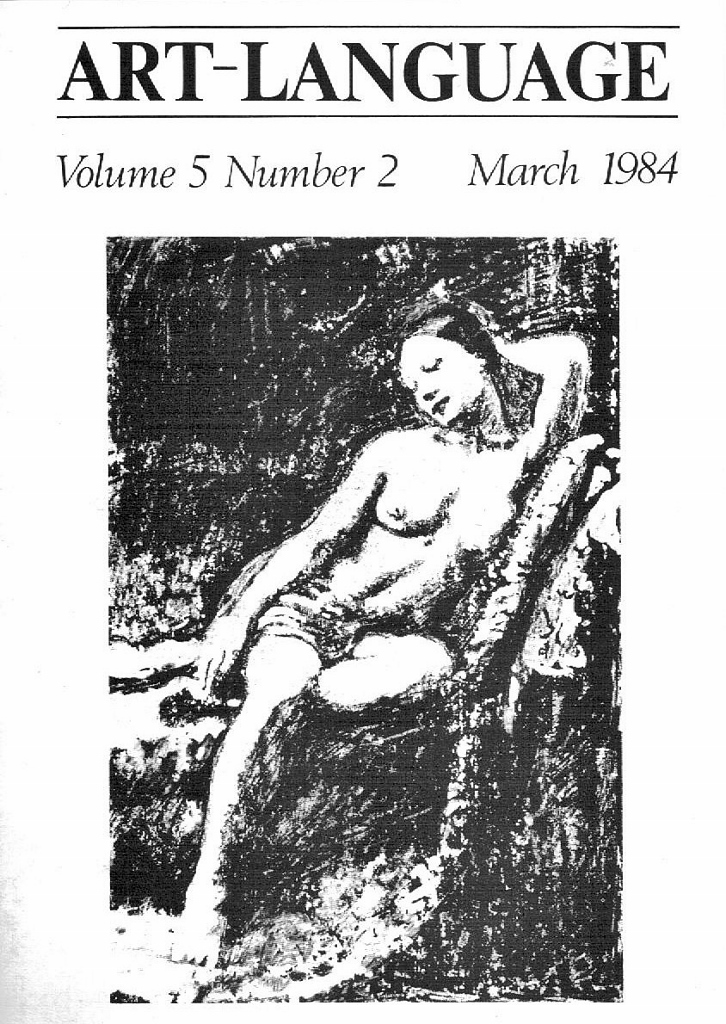
Art & Language: Victorine in Art-Language Vol.5 Nr.2 (1984), 1983.
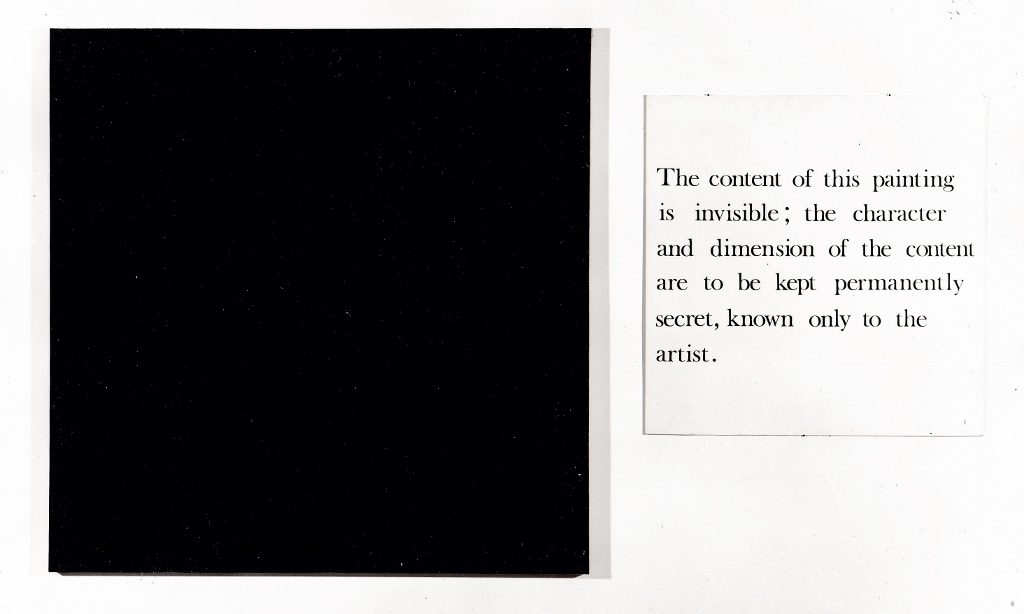
Art & Language (Mel Ramsden), Secret Painting, 1967.
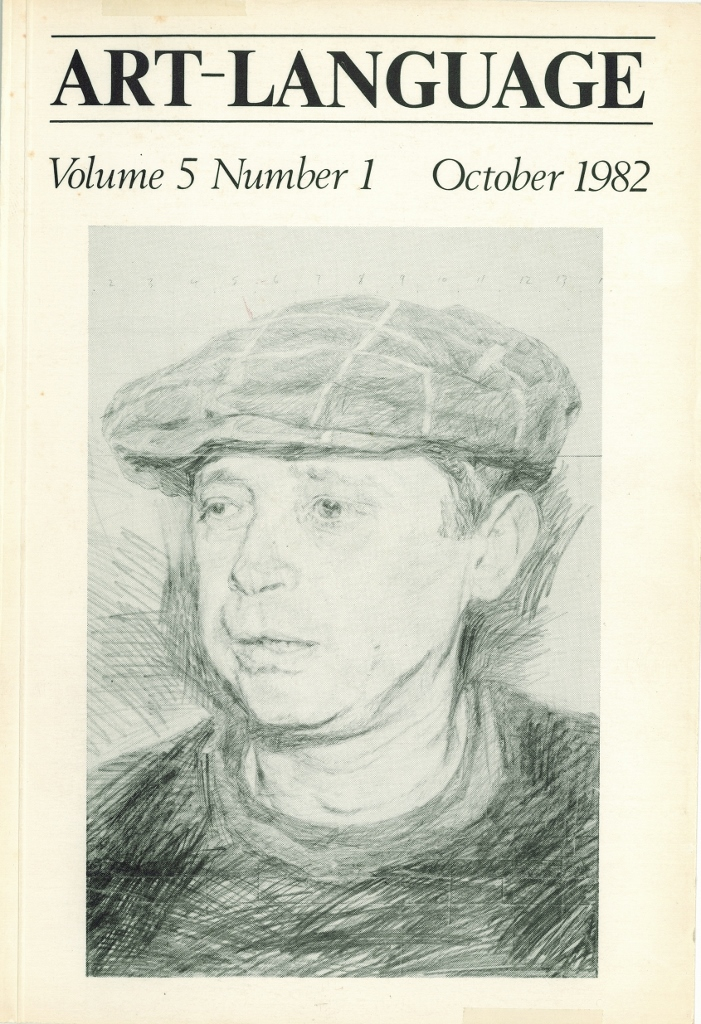
Art & Language: Art-Language Vol.5 Nr.1, 1982.
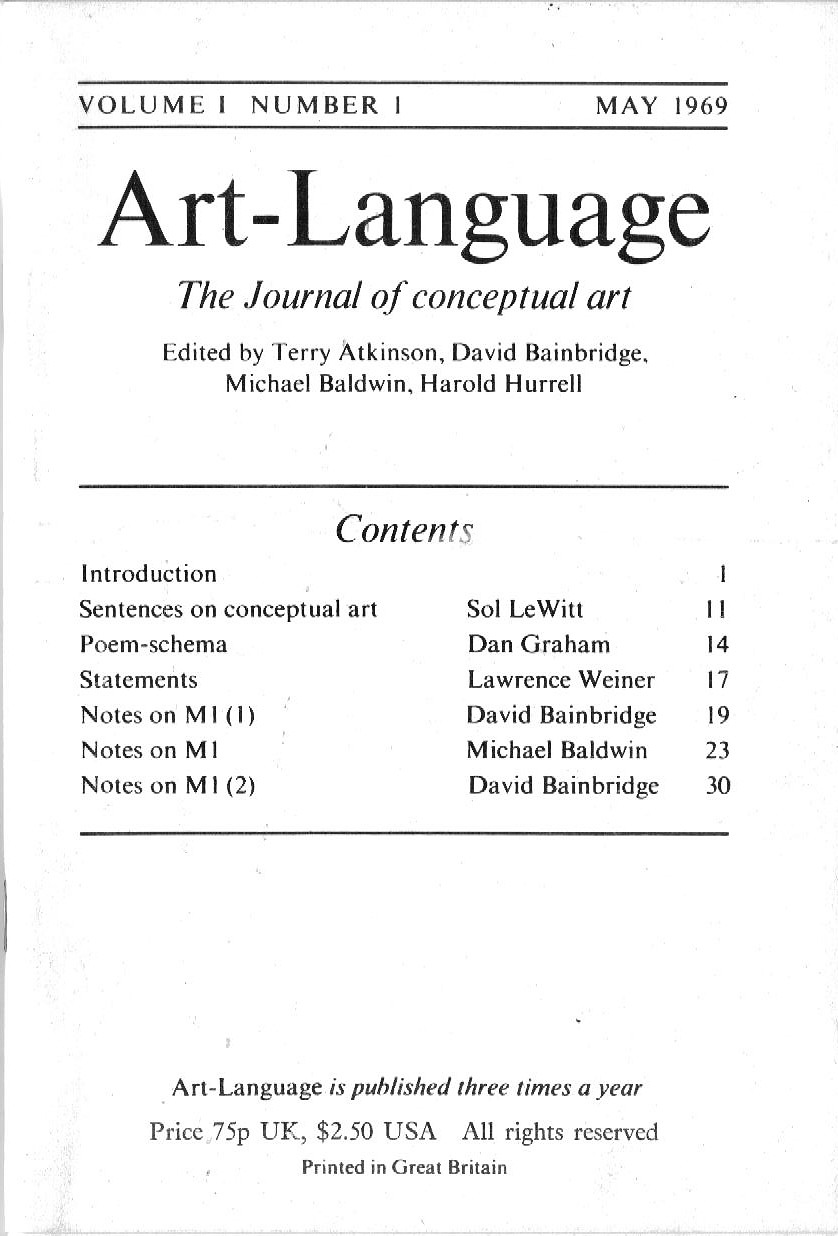
Art & Language: Art-Language The Journal of Conceptual Art, Vol.1 Nr.1, 1969.

## Mostre
Le mostre temporanee permettono ai visitatori di scoprire l'arte contemporanea dagli anni 60 ai nostri giorni.
- 2016: Agnès Thurnauer, Une histoire de la peinture.[36]
- 2017: Ettore Sottsass, Designer du monde.[37]
- 2018: Art & Language, Reality (Dark) Fragments (Light).
- 2018: Mostra collettiva, 1968: Sparte rêve d'Athènes.
- 2019: Mappa Mundi.
- 2019: Roman Signer.[38]
- 2019: Charlotte Moorman. Think Crazy[39]
- 2020: Home from Home.[40]
- 2020: Jacques Halbert, Cerises.[41]

## Politica di prestito
Il Castello di Montsoreau-Museo de Arte Contemporaneo sostiene un programma attivo di prestiti ad altre istituzioni a livello locale e internazionale.
- 2016: Art & Language - Kabakov, Il mondo non oggettivo, Art Basel, Svizzera.
- 2016: Art & Language - Kabakov, Il mondo non oggettivo, Galleria Sprovieri e Jill Silverman Van Coenegrachs, Londra, Regno Unito.
- 2016: Collezione MACBA 31, MACBA, Barcellona, Spagna.
- 2016: Art & Language, Paintings I, 1966 - These Scenes 2016, Galleria Carolina Nitsch, New York, USA.
- 2016: Art & Language, Made in Zurich, Galleria Bernard Jordan e Jill Silverman van Coenegrachs, Parigi, Zurigo, Berlino.
- 2017-2018: Soulèvements, Jeu de Paume, Parigi, Barcellona, Buenos Aires, Messico, Montréal.
- 2017: La commedia del linguaggio, Galleria Contemporanea, Chinon, Francia.
- 2017: Art & Language, Kangaroo, Fondazione Vincent van Gogh, Arles Contemporain [fr], Arles, Francia.
- 2017: Luther und die avant-garde, Wittenberg, Berlino, Kassel, Germania.
- 2017: Art & Language, Roba senza casa, Galleria Rob Tufnell, Colonia, Germania.
- 2017-2018: Art & Language, Ten Posters. Illustrations for Art-Language, CCCOD, Tours, Francia.